# Гоба, Муд
Муд Гоба — зимбабвийская ЛГБТИК+ правозащитница. Она стала беженкой в Соединённом Королевстве, куда бежала из Зимбабве после многих лет преследований за то, что она лесбиянка.

## Ранний период жизни
Гоба выросла в Хараре, Зимбабве. Она бежала из страны во время режима Роберта Мугабе, во время которого ЛГБТ-персон притесняли и преследовали. Подав заявление о предоставлении убежища в Великобритании, она два года ждала удовлетворения своего запроса. Гоба описала ожидание как «время стать волонтёром в ряде организаций и создать свою собственную — Gay Afrika — чтобы помочь мне найти таких же, как я, живущих в Великобритании».

## Активизм
Гоба одна из основательниц UK Black Pride, прайда чёрных геев в Лондоне, который проводится с 2005 года. В настоящее время она председательница совета директоров организации.
Гоба работает менеджером проекта в Micro Rainbow International, благотворительной организации, которая поддерживает бездомных представителей ЛГБТИК+, ищущих убежища. Гоба помогает беженцам получить навыки для трудоустройства, а также возглавляет проект MRI по безопасному жилью, в котором ежегодно размещается 25 000 бездомных представителей ЛГБТИК+. Гоба фокусируется на беженцах, прибывающих в Великобританию из Афганистана.
В 2022 году Гоба вместе с пятью другими активистами и английским дайвером Томом Дейли участвовала в параде за права ЛГБТИК+ на открытии Игр Содружества на «Александр-Стэдиум» в Бирмингеме, Англия.
За сотрудничество с низовыми организациями Великобритании в оказании помощи беженцам ЛГБТИК+ Гоба была включена в список активистов Global Citizen в 2023 году. Было указано, что «она определённо представляет собой силу, на которую стоит обратить внимание в 2023 году».

## Награды и отличия
В 2015 году The Independent включила Гобу в число 100 самых влиятельных ЛГБТИК+ людей в Великобритании за её опыт работы с ЛГБТИК+ беженцами.
В 2017 году ЛГБТ-журнал Attitude отметил помощь Гобы другим беженцам, удостоив её награды Attitude Pride Award.
В 2022 году Гоба была включена в список 100 женщин Би-би-си в знак признания её вклада в защиту просителей убежища и беженцев ЛГБТИК+.
В 2023 году Гоба получила награду Global Good Award от BET International за «содействие созданию безопасных пространств для ЛГБТК+ и интеграции беженцев в общество».